# Темиргоевская
Темирго́евская — станица в Курганинском районе Краснодарского края. Административный центр Темиргоевского сельского поселения.

## География
Станица расположена на правом берегу Лабы при впадении в неё притока Чамлык, в 33 км северо-западнее административного центра района — города Курганинска (по дороге 40 км). Автомобильная трасса «Курганинск—Усть-Лабинск».

## История
Первоначально на месте станицы находился аул, который носил имя одного из князей адыгов-темиргоевцев — аул Асланбека Болотокова. В дальнейшем аул был переименован в Темиргоевский — адыг. Щэгъу́м (современная станица также получила у адыгов это название). В результате Кавказской войны и депортации черкесского населения аул был перенесён на место современного аула Джамбечий.
Крепость на месте станицы была основана в 1841 году. В 1848 году линейными казаками было основано Темиргоевское укрепление. Название было дано от одного из адыгских субэтносов — темиргоевцев (точнее, от этнонима «темиргой» — адыг. КIэмгуй), земли которых располагались тут. В 1851 году основана станица Темиргоевская.
Станица входила в Лабинский отдел Кубанской области. В 1934—1953 годах была центром Темиргоевского района.

## Инфраструктура
В станице имеется дом культуры. В парке, у братской могилы погибших на фронтах Великой Отечественной войны, расположен памятник казакам-основателям. Действует православная церковь Казанской Богоматери. В станице имеется 2 школы, детская музыкальная школа.
В станице родился Герой Советского Союза Павел Иванович Чалов. Также здесь прошли детские и юношеские годы русского советского поэта Петра Хромова. В станице жил и работал писатель Валентин Овечкин («Районные будни»), в его честь установлена мемориальная доска. Народная артистка России Зоя Виноградова (СПб театр музыкальной комедии) жила в станице в годы блокады Ленинграда.

## Экономика
Экономику поселения определяют предприятия сельского хозяйства и перерабатывающей промышленности, объём которых в структуре базовых отраслей составляет свыше 65 %.
Количество организаций зарегистрированных на территории Темиргоевского сельского поселения 47. Из них муниципальных 10. Организации частной формы собственности 26, государственной собственности 1, а также филиалы отдельных подразделений 8.
Крестьянско-фермерских хозяйств 32, из них зарегистрированных в г. Курганинске и других населенных пунктах 12, которые используют 6943 га земли.
На предприятиях работают 1500 человек. Наиболее перспективные являются ООО Сантит, Курганинские ГОРПо, ООО Янис, КФХ Перспектива. В среднем, если посмотреть в разрезе всего поселения, то каждое второе подворье занимается ведением личного подсобного хозяйства. В 2010 году было зарегистрировано 540 ЛПХ. В основном это животноводство и начинает развитие овощеводство. На территории поселения имеется швейный цех по пошиву и ремонту одежды. Ранее также работал завод по производству кирпича. На территории поселения находятся филиал Курганинского Сбербанка, отделение Росгосстраха. На территории поселения работает отделение почтовой связи, которое обеспечивает население федеральными, краевыми и местными периодическими изданиями. На территории поселения расположены 3 вышки сотовой связи: Мегафон, Билайн, МТС, филиал ЮТК, интернет, а также доступ к центральным каналам телевидения.

## Население
| 1939  | 1959  | 1979  | 2002  | 2010  | 2012  | 2013  |
| ----- | ----- | ----- | ----- | ----- | ----- | ----- |
| 7883  | ↗9106 | ↘8721 | ↘8478 | ↘7529 | ↗7629 | ↗7645 |
| 2014  | 2015  | 2016  | 2017  | 2018  | 2019  | 2020  |
| ↗7759 | ↗7792 | ↘7671 | ↘7583 | ↘7462 | ↘7326 | ↘7264 |
| 2021  | 2023  |       |       |       |       |       |
| ↗8084 | ↘7918 |       |       |       |       |       |

Бо́льшая часть населения станицы — русские (70 %), также проживают цыгане (10 %), корейцы, немцы, армяне, украинцы и др

## Известные уроженцы
- Чалов Павел Иванович (1921—2000) — Герой Советского Союза.
- Золотарёв Борис Николаевич (род. 1953) — российский государственный деятель.
- Ходырев Геннадий Максимович (род. 1942) — советский и российский государственный деятель.
- Дзыбов Муса Магометович (род. 1952) — генерал-лейтенант, советский и российский военный деятель.